# عزلة بني أبو الضيف (ريمة)

تعديل مصدري - تعديل

عزلة بني أبو الضيف هي إحدى عزل مديرية الجبين في محافظة ريمة اليمنية ويبلغ تعداد سكانها 2992 نسمة حسب التعداد السكاني في اليمن لعام 2004.
بنو أبو الضيف من أهم العزل بمحافظة ريمه 

###### يرجع نسب آل الضيفي إلى جدهم حوشب، المعروف بلقب“أبو الضيف”. وقد اشتهر بهذا اللقب بسبب كرم أخلاقه ونبله وسجاياه العربية الأصيلة، خاصةً في تعامله مع العابرين من منطقته التي كانت تقع على طريق يوصل إلى عدد من المديريات. فكان هذا اللقب“أبو الضيف”ملازماً له.
اسمه الكامل هو: حوشب بن ذا مضلوم الأكبر بن قيس بن معاوية بن جشم بن عبد شمس بن سبأ الأصغر بن كعب بن زيد بن سهل بن عمرو بن قيس بن معاوية بن جشم بن عبد شمس بن وائل بن الغوث بن أيمن الهيسع بن حمير بن سبأ الأكبر بن يشجب الأكبر بن يحصب بن يعرب بن قحطان بن هود عليه السلام.

## القرى التابعة لها
```
1 - قرية العرة ( الغرة ) ( غرة الجبين ) .. من أبناء هذه القرية الشيخ عبد الله محمد يوسف حسن الضيفي رحمه الله والذي انتقل للحجاز وعاش في مكة المكرمة وبعدها انتقل للطائف وله من الأبناء خمسة .. محمد وعبد العزيز رحمه الله وبلال رحمه الله وعبد الرحمن ومهدي   
```

```
2 - قرية الضبوع وتتميز هذه القرية بنمو المشاريع فيها مثل الطرقات والسدود وتهتم بزراعة البن والقات والفواكه بجميع أنواعها 
```

```
3 - قرية المشارقة 
```

```
4 - قرية الجحار
```

```
5 - قرية امود
```

```
6 -قرية المرفد
```

```
7 -قرية العرب العالي والسافل
```

```
8 -قرية الجبوب
```

```
9 -قرية دنوه
```

## روابط خارجية
- الجهاز المركزي للإحصاء بالجمهورية اليمنية
- المركز الوطني للمعلومات باليمن
- World Gazetteer:Yemen
- الدليل الشامل